# Semiothisa miliaria
Semiothisa miliaria är en fjärilsart som beskrevs av Felder 1874. Semiothisa miliaria ingår i släktet Semiothisa och familjen mätare. Inga underarter finns listade i Catalogue of Life.